# Studentska

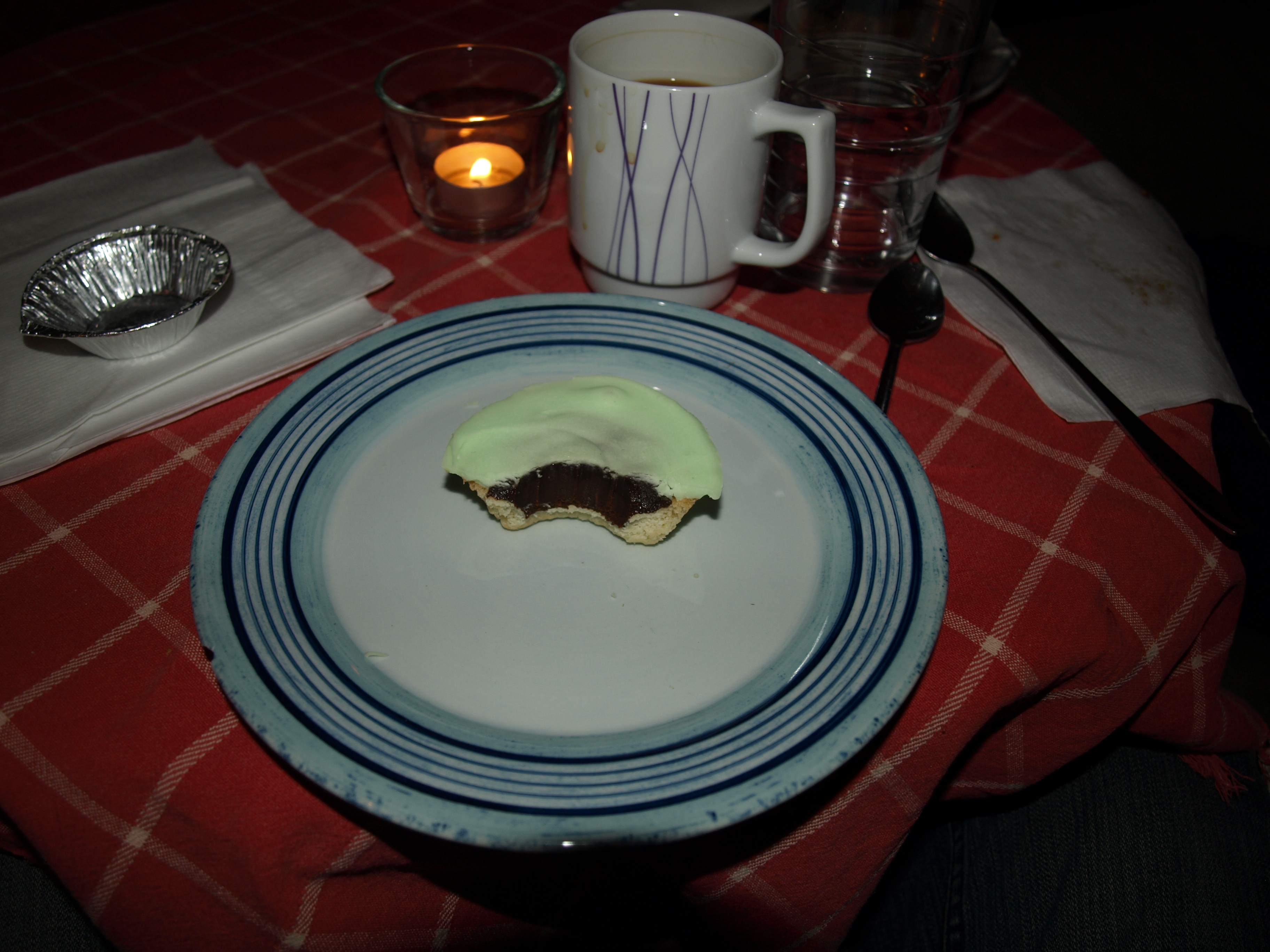
En halväten Studentska, serverad på ett café i Uppsala.

Studentska är en äldre benämning på kvinnlig student.
Studentska är även namnet på en Uppsala-bakelse. Bakelserna är gjorda av mördeg, med grön glasyr ovanpå och chokladtryffel inuti. Namnet uppges komma av dess oskyldigt pastellgröna yttre och syndigt mörka inre.